# Бахарево (Ивановская область)
Бахарево — село в Кинешемском районе Ивановской области России. Входит в состав Шилекшинского сельского поселения.

## География
Село расположено в северо-восточной части Ивановской области, в зоне хвойно-широколиственных лесов, в пределах северо-восточной части Среднерусской возвышенности, при автодороге 24Н-327, на расстоянии примерно 37 километров (по прямой) к юго-востоку от города Кинешмы, административного центра района. Абсолютная высота — 125 метров над уровнем моря.

### Климат
Климат характеризуется как умеренно континентальный, с холодной многоснежной зимой и умеренно жарким влажным летом. Среднегодовая температура воздуха — 3,1 °C. Средняя температура воздуха самого холодного месяца (января) — −11,7 °C (абсолютный минимум — −45 °C), средняя температура самого тёплого (июля) — 18,2 °С (абсолютный максимум — 38 °C). Период с температурой воздуха выше 10 °C длится около 122 дней. Годовое количество атмосферных осадков — 595 мм, из которых 402 мм выпадает в период с апреля по октябрь.

### Часовой пояс
Село Бахарево, как и вся Ивановская область, находится в часовой зоне МСК (московское время). Смещение применяемого времени относительно UTC составляет +3:00.

## История
Каменная Казанская церковь в селе была построена в 1819 году на средства прихожан и благотворителей; при ней каменная колокольня, построенная в 1870 году. Престолов было 3: в честь Казанской иконы Божией Матери, св. равноап. царей Константина и Елены и святит. Николая Чудотворца.
В конце XIX — начале XX века село входило в состав Шевалдовской волости Кинешемского уезда Костромской губернии, с 1918 года — в составе Иваново-Вознесенской губернии.
С 1929 года село входило в состав Шилекшинского сельсовета Кинешемского района Ивановской области, в 1935 — 1970 годах в составе Лухского района, с 2005 года — в составе Шилекшинского сельского поселения.

## Население
| 1872 | 1897 | 1907 | 2002 | 2010 |
| ---- | ---- | ---- | ---- | ---- |
| 65   | ↗78  | ↗81  | ↗167 | ↗169 |

### Национальный состав
Согласно результатам переписи 2002 года, в национальной структуре населения русские составляли 98 % из 167 чел.

## Достопримечательности
В селе расположена действующая Церковь Казанской иконы Божией Матери (1819).